# José María Fernández del Río
José María Fernández del Río (Campo de la Mediana, 1938), és un arquitecte i polític espanyol, governador civil de València durant bona part de la transició.
De 1976 a 1979 va ser governador civil de la província de Granada.
Durant la batalla de València, els sectors valencianistes el van culpar de la inacció de les forces policials contra la violència blavera; per aquest motiu, el senador Alfons Cucó va demanar al Senat d'Espanya, sense èxit, la seua destitució el desembre de 1979. El 20 de desembre de 1980 va concedir el premi al mèrit civil a la periodista anticalanista María Consuelo Reyna. Més tard, va ser sospitós de connivència amb els rebels autors del cop d'estat del 23 de febrer.